# Mirjam Björklund
Mirjam Björklund, née le 29 juillet 1998, est une joueuse suédoise de tennis. Elle est en couple avec le joueur de tennis canadien Denis Shapovalov.

## Carrière
Mirjam Björklund a débuté sur le circuit professionnel en 2017. 
En juillet 2021, elle gagne son 1er titre en double en catégorie WTA 125 lors du tournoi de Båstad avec la Suissesse Leonie Küng. 
En 2022, elle parvient à sortir des qualifications des tournois de Roland-Garros puis Wimbledon  pour intégrer ses 1ers tableaux principaux en Grand Chelem mais ne parvient pas à passer le 1er tour.

## Palmarès

### Titre en double en WTA 125
| No | Date       | Nom et lieu du tournoi | Catégorie | Dotation  | Surface      | Vainqueures | Partenaire                          | Score            |          |
| -- | ---------- | ---------------------- | --------- | --------- | ------------ | ----------- | ----------------------------------- | ---------------- | -------- |
| 1  | 05-07-2021 | Nordea Open Båstad     | WTA 125   | 115 000 $ | Terre (ext.) | Leonie Küng | Tereza Mihalíková Kamilla Rakhimova | 5-7, 6-3, [10-5] | Parcours |

## Parcours en Grand Chelem

### En simple dames
| Année | Open d'Australie | Open d'Australie     | Internationaux de France | Internationaux de France | Wimbledon       | Wimbledon         | US Open         | US Open           |
| ----- | ---------------- | -------------------- | ------------------------ | ------------------------ | --------------- | ----------------- | --------------- | ----------------- |
| 2022  | Q3               | Katie Volynets       | 1er tour (1/64)          | Donna Vekić              | 1er tour (1/64) | Ons Jabeur        | Q2              | Whitney Osuigwe   |
| 2023  | Q1               | Ekaterina Reyngold   | Q3                       | Clara Tauson             | Q1              | Viktorija Golubic | 1er tour (1/64) | Elise Mertens     |
| 2024  | —                | —                    | —                        | —                        | —               | —                 | Q2              | Elizabeth Mandlik |
| 2025  | Q2               | Lucija Ćirić Bagarić |                          |                          |                 |                   |                 |                   |

N.B. : à droite du résultat se trouve le nom de l'ultime adversaire.

## Parcours en WTA 1000
Les WTA 1000 (à partir de 2021) constituent les catégories d'épreuves les plus prestigieuses, après les quatre levées du Grand Chelem.

### En simple dames
| Année |              | WTA 1000 | WTA 1000                    | WTA 1000 | WTA 1000 | WTA 1000 | WTA 1000 | WTA 1000 | WTA 1000 | WTA 1000   | WTA 1000    | WTA 1000    | WTA 1000 |
| Année | Indian Wells | Miami    | Madrid                      | Pékin    |          |          | Dubaï    | Rome     | Canada   | Cincinnati | Guadalajara | Guadalajara |          |
| Année | Indian Wells | Miami    | Madrid                      | Pékin    | Doha     |          |          | Rome     | Canada   | Cincinnati | Guadalajara | Guadalajara |          |
| Année | Indian Wells | Miami    | Madrid                      | Pékin    |          |          |          | Rome     | Canada   | Cincinnati | Guadalajara | Guadalajara |          |
| 2023  |              |          | 2e tour (1/32) J. Ostapenko |          |          |          |          |          |          |            |             |             |          |

Sous le résultat, l’ultime adversaire.

## Classements WTA en fin de saison
| Année          | 2017 | 2018 | 2019 | 2020 | 2021 | 2022 | 2023 | 2024 |
| Rang en simple | 613  | 419  | 319  | 313  | 207  | 153  | 163  | 757  |
| Rang en double | –    | 818  | 548  | 1031 | 288  | 674  | –    | –    |

Source : (en) Classements de Mirjam Björklund sur le site officiel de la Fédération internationale de tennis